# БТ-2
БТ-2 је био лаки тенк Црвене армије у Другом светском рату.

## Историја
Без искуства у производњи тенкова, 1930. СССР се окренуо увозу: из Британије је увезено 8 амфибијских лаких тенкова (Карден Лојд Модел 1931), 30 средњих тенкова (Модел Е и Мк II) и 26 танкета (Мк VI). Убрзо су набављена и два тенка Кристи из САД. Брзи тенк Кристи послужио је као основа за серију брзих тенкова БТ.

## Карактеристике
БТ-2 био је први брзи тенк БТ серије (оригинални тенкови Кристи названи су БТ-1), и уједно најбржи (и најлакши), који је на путу достизао рекордне брзине до 100 km/h, а ван пута 60-70 km/h, што је 1933. било револуционарно достигнуће, често коришћено у пропагандне сврхе. Тенк је грађен због брзине, са нагласком на снажном мотору, модерном вешању и релативно снажном наоружању, док је олоп био тањи да би се уштедело на тежини. Стандардна верзија била је наоружана дугим против-тенковским топом калибра 37 mm (са 96 метака), са спрегнутим митраљезом ДТ од 7.62 mm, али је због недостатка ових топова део возила био наоружан са 3 митраљеза. Оклоп је био танак (6-12 mm), али је његова брзина сматрана активним обликом заштите, пошто је тако брзу мету било тешко погодити.

### У борби
БТ-2 су током 1932-1933. постали део свих коњичких дивизија. Први пут су стављени на пробу 1938. на граници са Монголијом (заједно са боље наоружаним БТ-5 и БТ-7) у победоносној бици на Халкин Голу против Јапанаца: показали су се сувише брзим за јапанску ПТ артиљерију, а сувише јаким за јапанске тенкове, иако су били рањиви према пешадији наоружаној Молотовљевим коктелом. Због тога су претрпели огромне губитке у Финској током Зимског рата.
У тренутку почетка операције Барбароса 1941, били су већ застарели и жртва лошег совјетског одржавања. У борби су се показали далеко слабије од боље наоружаних БТ-5 и БТ-7, али су остали најбржи тенкови на свету до краја рата.